# Кошик Онисія Данилівна
Онисія Данилівна Кошик (? — ?) — українська радянська діячка, лікар Комаргородської дільничної лікарні Томашпільського району Вінницької області. Депутат Верховної Ради УРСР 4—5-го скликань.

## Біографія
Освіта вища медична.
З 1950-х років — лікар дільничної лікарні села Комаргород Томашпільського району Вінницької області.